# BrahMos-II
BrahMos-II o BrahMos-2 o BrahMos Mark II (nota: no debe confundirse con la versión II de BrahMos) es un misil de crucero hipersónico actualmente en desarrollo conjunto por la Organización de Investigación y Desarrollo de Defensa de la India y la NPO Mashinostroyenia de Rusia, que juntos han formado BrahMos Aerospace Private Limited. Es el segundo de la serie de misiles de crucero BrahMos. Se espera que el BrahMos-II tenga un alcance de 1.500 kilómetros (930 millas; 810 millas náuticas) y una velocidad de Mach 8. Durante la etapa de crucero del vuelo, el misil será propulsado por un motor a reacción scramjet de aire. Otros detalles, incluido el coste de producción y las dimensiones físicas del misil, aún no se han hecho públicas.
El alcance operativo planificado del BrahMos-II se había restringido inicialmente a 290 kilómetros, ya que Rusia es signataria del Régimen de control de tecnología de misiles (MTCR), que le prohíbe ayudar a otros países a desarrollar misiles con alcances superiores a 300 kilómetros (190 millas; 160 nmi). Sin embargo, después de que India se convirtiera en signataria del MTCR en 2014, los parámetros de Brahmos 2 se mejorarán. Su velocidad máxima será el doble que la del actual BrahMos-I, y ha sido descrito como el misil de crucero más rápido del mundo.
Estaba previsto que las pruebas comenzaran en 2020, pero se retrasaron.
También es probable que los destructores navales rusos multiusos de cuarta generación (Proyecto 21956) estén equipados con el BrahMos II.
BrahMos Aerospace nombró al misil BrahMos-II (K) en honor al expresidente de la India, Abdul Kalam.
Según un informe publicado el 1 de abril de 2023, la India ha solicitado a Rusia que transfiera la tecnología del misil de crucero hipersónico ruso 3M22 Zircon en el que se basará el BrahMos-II (K), a lo que Rusia supuestamente ha accedido. Pero por algunas razones, como las relaciones entre Rusia y China, y como este misil da a la India superioridad aérea en el mar, todavía no ha transferido esta tecnología.